# Котюргин, Евгений Алексеевич
Евгений Алексеевич Котюргин (1931—2011) — российский учёный, инженер-технолог, лауреат Ленинской премии (1984).

## Биография
Родился 5 января 1931 года.
Окончил Ленинградский технологический институт им. Ленсовета (1953), некоторое время работал старшим мастером на заводе «Пензахиммаш».
С 1954 году в НИИ-160 (будущий ФГУП НПП «Исток», г. Фрязино): инженер, старший инженер, начальник лаборатории, с 1979 начальник отдела. 
С 1990-х гг. главный технолог самого крупного подразделения «Истока» — НПК — 2. Ушёл с руководящей должности в 2006 году, продолжая работать в качестве главного научного сотрудника.
Кандидат технических наук (1972), старший научный сотрудник (1979).
Автор около 50 статей и 40 изобретений.
Умер 24 января 2011 года. Похоронен на кладбище деревни Новофрязино.

## Звания и награды
Ленинская премия 1984 года — за разработку и широкое внедрение в производство диффузной сварки металлических и неметаллических материалов.
Заслуженный технолог РСФСР.